# Vincent Damphousse
Vincent Damphousse, född 17 december 1967 i Montréal, Québec, Kanada, är en kanadensisk före detta professionell  ishockeyspelare. Han spelade som center för Toronto Maple Leafs, Edmonton Oilers, Montreal Canadiens och San Jose Sharks. Han skrev även på för Colorado Avalanche inför säsongen 2004–05, men till följd av NHL-lockouten så blev det dock inget spel i klubben.
1992–93 vann Damphousse Stanley Cup med Montreal Canadiens.
Damphousse har varit medlem i den exekutiva kommittén i spelarorganisationen NHLPA och verkat som vice-president under Trevor Linden.

## Statistik

### Klubbkarriär
| 1983–84    | Laval Voisins       | QMJHL      | 66   | 29  | 36  | 65   | 25   | 12  | 5  | 3  | 8   | 4   |
| 1984–85    | Laval Voisins       | QMJHL      | 68   | 35  | 68  | 103  | 62   | —   | —  | —  | —   | —   |
| 1985–86    | Laval Titan         | QMJHL      | 69   | 45  | 110 | 155  | 70   | —   | —  | —  | —   | —   |
| 1986–87    | Toronto Maple Leafs | NHL        | 80   | 21  | 25  | 46   | 26   | 12  | 1  | 5  | 6   | 8   |
| 1987–88    | Toronto Maple Leafs | NHL        | 75   | 12  | 36  | 48   | 40   | 6   | 0  | 1  | 1   | 10  |
| 1988–89    | Toronto Maple Leafs | NHL        | 80   | 26  | 42  | 68   | 75   | —   | —  | —  | —   | —   |
| 1989–90    | Toronto Maple Leafs | NHL        | 80   | 33  | 61  | 94   | 56   | 5   | 0  | 2  | 2   | 2   |
| 1990–91    | Toronto Maple Leafs | NHL        | 79   | 26  | 47  | 73   | 65   | —   | —  | —  | —   | —   |
| 1991–92    | Edmonton Oilers     | NHL        | 80   | 38  | 51  | 89   | 53   | 16  | 6  | 8  | 14  | 8   |
| 1992–93    | Montreal Canadiens  | NHL        | 84   | 39  | 58  | 97   | 98   | 20  | 11 | 12 | 23  | 16  |
| 1993–94    | Montreal Canadiens  | NHL        | 84   | 40  | 51  | 91   | 75   | 7   | 1  | 2  | 3   | 8   |
| 1994–95    | Montreal Canadiens  | NHL        | 48   | 10  | 30  | 40   | 42   | —   | —  | —  | —   | —   |
| 1994–95    | EC Ratingen         | DEL        | 11   | 5   | 7   | 12   | 24   | —   | —  | —  | —   | —   |
| 1995–96    | Montreal Canadiens  | NHL        | 80   | 38  | 56  | 94   | 158  | 6   | 4  | 4  | 8   | 0   |
| 1996–97    | Montreal Canadiens  | NHL        | 82   | 27  | 54  | 81   | 82   | 5   | 0  | 0  | 0   | 2   |
| 1997–98    | Montreal Canadiens  | NHL        | 76   | 18  | 41  | 59   | 58   | 10  | 3  | 6  | 9   | 22  |
| 1998–99    | Montreal Canadiens  | NHL        | 65   | 12  | 24  | 36   | 46   | —   | —  | —  | —   | —   |
| 1998–99    | San Jose Sharks     | NHL        | 12   | 7   | 6   | 13   | 4    | 6   | 3  | 2  | 5   | 6   |
| 1999–00    | San Jose Sharks     | NHL        | 82   | 21  | 49  | 70   | 58   | 12  | 1  | 7  | 8   | 16  |
| 2000–01    | San Jose Sharks     | NHL        | 45   | 9   | 37  | 46   | 62   | 6   | 2  | 1  | 3   | 14  |
| 2001–02    | San Jose Sharks     | NHL        | 82   | 20  | 38  | 58   | 60   | 12  | 2  | 6  | 8   | 12  |
| 2002–03    | San Jose Sharks     | NHL        | 82   | 23  | 38  | 61   | 66   | —   | —  | —  | —   | —   |
| 2003–04    | San Jose Sharks     | NHL        | 82   | 12  | 29  | 41   | 66   | 17  | 7  | 7  | 14  | 20  |
| NHL totalt | NHL totalt          | NHL totalt | 1378 | 432 | 773 | 1205 | 1190 | 140 | 41 | 63 | 104 | 144 |